# ليوناردو فرنانديز
ليوناردو فرنانديز (بالإسبانية: Leonardo Fernández)‏ (13 يناير 1974 في الأرجنتين - ) هو لاعب كرة قدم أرجنتيني وبوليفي في مركز حراسة المرمى. شارك مع منتخب بوليفيا لكرة القدم. أما مع النوادي، فقد لعب مع أتلتيكو ناسيونال وأرجنتينوس جونيورز وإنديبندينتي وتشاكاريتا جيونيورز وتيرو فيديرال وديفينسوريس دي بيلغرانو ونادي إكستريمادورا ونادي بالستينو ويونيون دي سانتا في وأورينتي بيتروليرو وLa Paz F.C. ‏ وMunicipal Real Mamoré ‏ ونادي أوكاس.

## وصلات خارجية
- ليوناردو فرنانديز على موقع الاتحاد الدولي (مؤرشف)  (الإنجليزية)
- ليوناردو فرنانديز على موقع قاعدة بيانات كرة القدم.إي يو (الإنجليزية)
- ليوناردو فرنانديز على موقع قاعدة بيانات كرة القدم.إي يو (الإنجليزية)
- ليوناردو فرنانديز على موقع ناشيونال فوتبول تيمز (الإنجليزية)
- ليوناردو فرنانديز على موقع Soccerway.com (الإنجليزية)
- ليوناردو فرنانديز على موقع عالم كرة القدم.نت (الإنجليزية)